# Acacia hydaspica
Acacia hydaspica är en ärtväxtart som beskrevs av Richard Neville Parker. Acacia hydaspica ingår i släktet akacior, och familjen ärtväxter. IUCN kategoriserar arten globalt som livskraftig. Inga underarter finns listade i Catalogue of Life.